# 塞布古
塞布古（法語：Sébougou），是馬里的城鎮，位於該國中部，由塞古區的塞古省負責管轄，面積115平方公里，海拔高度297米，2009年人口16,175，人口密度每平方公里140人。